# Markesan, Wisconsin
Markesan là một thành phố thuộc quận Green Lake, tiểu bang Wisconsin, Hoa Kỳ. Năm 2000, dân số của thành phố này là 1396 người.